# ALK1
ALK1 is een afkorting van activin receptor-like kinase 1. Het is een serine-kinase-receptor R3 die gecodeerd wordt door het ACVRL1-gen. Het is een receptor die gelokaliseerd is aan het celoppervlak en die signaaleiwitten bindt die behoren tot de TGF-bètafamilie. Mutaties in dit gen zijn geassocieerd met de ziekte van Rendu-Osler-Weber en met ernstige pulmonale arteriële hypertensie.